# Надія (Широківська селищна громада)
Наді́я — село в Україні, у Широківській селищній громаді Криворізького району Дніпропетровської області. 
Населення — 142 мешканці.

## Географія
Село Надія знаходиться на відстані 2,5 км від села Благодатне і за 3,5 км від смт Широке. Навколо села кілька іригаційних каналів.

## Населення

### Мова
Розподіл населення за рідною мовою за даними перепису 2001 року:
| Мова            | Відсоток |
| --------------- | -------- |
| українська      | 91,5 %   |
| російська       | 4,2 %    |
| білоруська      | 2,1 %    |
| молдовська      | 1,4 %    |
| інші/не вказали | 0,8 %    |

## Інтернет-посилання
- Погода в селі Надія

1. ↑  Рідні мови в об'єднаних територіальних громадах України — Український центр суспільних даних